# Plasza
Plasza (505 m) – szczyt w Bieszczadach Zachodnich wznoszący się na lewym brzegu zapory w Solinie, która opiera się o jego skalisty brzeg. Południowe stoki Plaszy opadają stromo do Jeziora Solińskiego powstałego przed zaporą, wschodnie i północne do Jeziora Myczkowskiego za zaporą. Szczyt jest w większości porośnięty lasem, tylko na północno-wschodnich zboczach znajdują się zabudowania miejscowości Solina, parking, domy wypoczynkowe i różnego rodzaju obiekty obsługujące turystów. Zboczami prowadzi asfaltowa droga do zapory w Solinie oraz droga wojewódzka nr 895 na odcinku Solina – Myczków. Na szczycie znajduje się dawna wieża telewizyjna wykorzystywana jako przekaźnik telefonicznych sieci komórkowych oraz używana przez spółkę EmiTel.
W 2022, na wschodnim zboczu góry oddano do użytku stację początkową wybudowanej kolejki gondolowej PKL Solina, do stacji górnej na Górze Jawor.
W niektórych opisach używana jest nazwa Płasza. Na mapie Geoportalu szczyt opisany jest jako Plasza i taka jest jego prawidłowa nazwa. Pochodzi od rumuńskiego słowa ples oznaczającego teren bezleśny.